# Vinteruniversiaden 2007
Vinteruniversiaden 2007 hölls i Turin, Italien under perioden 17- 27 januari 2007.

## Invigningsceremonin
Vid invigningsceremonin uppträdde bland andra akrobater, cirkusartister och dansare. 
Invigningen började med att en "snöprinsessa", Magda Gomes, introducerade publiken till en resa som "förenade Turin med resten av världen" genom "Universiadens studentanda". Hennes meddelande följdes av en parad av de 52 deltagande länderna, och ett tal av Giovanna Capellano Nebiolo (ordförande för organisationskommittén) och George Killian (FISU-ordförande). Tillsammans öppnade de spelen. Båda prisade Universiaden och förklarade evenemanget officiellt invigt. Efter flagghissningsceremonin steg Livio Berruti in i Palasport Olimpico för att slutföra resan för "Kunskapens flamma", och tände elden. Alla sporter som ingick på programmet presenterades av en grupp dansare och gymnaster. Cremonin avslutades med livemusik av Negrita. Andra som fanns med på invigningsceremonin var Gianluigi Buffon, Andrew Howe och Arturo Brachetti. Arturo Brachetti aslöjade universiadens slogan, "Crazy 4 U".  Bland de närvarande fanns Fabio Mussi, Mercedes Bresso, Antonio Saitta, Sergio Chiamparino, Renato Montabone, Sara Simeoni, Alberto Zaccheroni och Gianni Vattimo.

## Sporter
Spelen innehöll 18 medaljtävlingar i totalt 12 sporter.
(Siffran i parentes efter sporten visar antalet medaljtävlingar.)
- Alpin skidåkning (8)
- Skidskytte (10)
- Längdskidåkning (10)
- Curling (2)
- Konståkning (5)
- Ishockey (1)
- Nordisk kombination (3)
- Short track (10)
- Backhoppning (4)
- Snowboard (6)
- Hastighetsåkning på skridskor (12)

## Medaljligan
| Pl. | Nation         | Guld | Silver | Brons | Totalt |
| --- | -------------- | ---- | ------ | ----- | ------ |
| 1   | Sydkorea       | 10   | 12     | 9     | 31     |
| 2   | Ryssland       | 9    | 14     | 12    | 35     |
| 3   | Italien        | 9    | 2      | 5     | 16     |
| 4   | Belarus        | 8    | 2      | 4     | 14     |
| 5   | Polen          | 7    | 2      | 3     | 12     |
| 6   | Tjeckien       | 4    | 4      | 1     | 9      |
| 7   | Österrike      | 4    | 0      | 0     | 4      |
| 8   | Kina           | 3    | 6      | 6     | 15     |
| 9   | Japan          | 3    | 5      | 5     | 13     |
| 10  | Nederländerna  | 3    | 1      | 2     | 6      |
| 11  | Ukraina        | 2    | 8      | 6     | 16     |
| 12  | Frankrike      | 2    | 2      | 2     | 6      |
| 13  | Kazakstan      | 2    | 1      | 2     | 4      |
| 14  | Kanada         | 2    | 1      | 1     | 4      |
| 15  | Slovenien      | 1    | 5      | 4     | 10     |
| 16  | USA            | 1    | 1      | 3     | 5      |
| 17  | Sverige        | 1    | 0      | 2     | 3      |
| 18  | Slovakien      | 0    | 2      | 0     | 2      |
| 19  | Finland        | 0    | 1      | 1     | 2      |
| 20  | Storbritannien | 0    | 1      | 0     | 1      |
| 21  | Tyskland       | 0    | 1      | 0     | 1      |
| 22  | Estland        | 0    | 0      | 1     | 1      |
| 23  | Liechtenstein  | 0    | 0      | 1     | 1      |
| 24  | Schweiz        | 0    | 0      | 1     | 1      |

### Fotnoter
1. ↑  ”23rd Winter Universiade concludes today” (på engelska). European University Sports Association. 27 januari 2007. https://www.eusa.eu/23rd-winter-universiade-concludes-today. Läst 6 september 2023.